# تو رو دن
تو رو دن (بالإنجليزية: To · Rou · Dun) روح للماء شرير في أساطير استرالیا، يمسك بضحاياه وياكلهم.